# Nachtjagdgeschwader 2
La Nachtjagdgeschwader 2 (NJG 2) (2e escadre de chasse nocturne) est une unité de chasseurs de nuit de la Luftwaffe pendant la Seconde Guerre mondiale.

## Opérations
La NJG 2 utilisa majoritairement le Junkers Ju 88 dans son ensemble, mais aussi quelques Dornier Do 17 et Bf 110.

## Organisation

### Stab
Le Stab./NJG 2 est formé le 29 septembre 1941 à Gilze-Rijen.
Geschwaderkommodore (Commandant d'escadre) :
| Début             | Fin              | Grade          | Nom                                 |
| ----------------- | ---------------- | -------------- | ----------------------------------- |
| 1er novembre 1941 | 31 décembre 1943 | Oberstleutnant | Karl Hülshoff                       |
| 1er janvier 1944  | 21 janvier 1944  | Major          | Heinrich Prinz zu Sayn-Wittgenstein |
| 4 février 1944    | 11 novembre 1944 | Oberst         | Günther Radusch (en)                |
| 12 novembre 1944  | 8 février 1944   | Major          | Paul Semrau (en)                    |
| 8 février 1944    | 5 mai 1944       | Oberstleutnant | Wolfgang Thimmig (en)               |

### I. Gruppe
Formé le 1er octobre 1940 à Gilze-Rijen à partir du II./NJG 1 avec :
- Stab I./NJG 2 à partir du Stab II./NJG 1
- 1./NJG 2 à partir de la 4./NJG1 sur Ju 88C-1
- 2./NJG 2 à partir de la 5./NJG1 sur Do 17Z-7/10
- 3./NJG 2 à partir de la 6./NJG1 sur Ju 88C-2

Le 1er octobre 1942, la 1./NJG 2 est renommée 5./NJG 2 et une nouvelle 1./NJG 2 est reformée à partir du reste du I./NJG 2.
En novembre 1942, ce second 1./NJG 2 est renommée 10./NJG 3 et une troisième 1./NJG 2 est reformée à partir du reste du I./NJG 2.
Le 28 août 1943, la 2./NJG 2 est à son tour renommée 6./NJG 2 et une nouvelle 2./NJG 2 est reformée à partir du reste du I./NJG 2.
Gruppenkommandeur (Commandant de groupe) :
| Début              | Fin              | Grade     | Nom                       |
| ------------------ | ---------------- | --------- | ------------------------- |
| 1er septembre 1940 | 23 novembre 1940 | Hauptmann | Karl-Heinrich Heyse       |
| 24 novembre 1940   | 31 octobre 1941  | Major     | Karl Hülshoff             |
| 1er novembre 1941  | Décembre 1943    | Major     | Erich Jung                |
| Décembre 1943      | Janvier 1944     | Hauptmann | Franz Buschmann           |
| Janvier 1944       | 31 janvier 1944  | Hauptmann | Albert Schulz             |
| 31 janvier 1944    | 20 février 1944  | Hauptmann | Wolfgang von Niebelschütz |
| 20 février 1944    | 12 mai 1944      | Hauptmann | Ernst Zechlin             |
| 12 mai 1944        | 8 mai 1945       | Hauptmann | Gerhard Raht (en)         |

### II. Gruppe
Le 4./NJG 2 est formée en novembre 1940 à Gilze-Rijen à partir de la 1./ZG 2. En novembre 1941, la Staffel fait mouvement sur Catania et y reste jusqu'au 25 février 1942 (attachée au I./NJG 2 de novembre 1940 à février 1942) avant d'être transférée à Leeuwarden pour rejoindre le II./NJG 2.
Le Stab II./NJG 2 est formé le 1er novembre 1941 à Leeuwarden avec :
- Stab II./NJG 2 nouvellement créé
- 4./NJG 2 (attaché au I./NJG 2 jusqu'au 25 février 1942)
- 5./NJG 2 à partir de la 4./NJG 1
- 6./NJG 2 nouvellement créée

Le 1er octobre 1942, le II./NJG 2 est renommé IV./NJG 1 avec :
- Stab II./NJG 2 devient Stab IV./NJG 1
- 4./NJG 2 devient 2./NJG 3
- 5./NJG 2 devient 11./NJG 2
- 6./NJG 2 devient 12./NJG 1

Reformé le 1er octobre 1942 à Gilze-Rijen à partir du III./NJG 2 avec :
- Stab II./NJG 2 à partir du Stab III./NJG 2
- 4./NJG 2 à partir de la 7./NJG 2
- 5./NJG 2 à partir de la 1./NJG 2

La nouvelle 6./NJG2 sera elle formée le 28 août 1943 à partir de la 2./NJG 2.
Gruppenkommandeur :
| Début             | Fin               | Grade     | Nom                                                         |
| ----------------- | ----------------- | --------- | ----------------------------------------------------------- |
| 1er novembre 1941 | 1er octobre 1942  | Major     | Helmut Lent                                                 |
| 2 octobre 1942    | Décembre 1942     | Hauptmann | Herbert Bönsch                                              |
| 3 décembre 1942   | 6 mars 1943       | Hauptmann | Dr Horst Patuschka (en) (Mort dans l'accident de son avion) |
| 7 mars 1943       | Décembre 1943     | Hauptmann | Herbert Sewing                                              |
| Décembre 1943     | 1er janvier 1944  | Major     | Heinrich Prinz zu Sayn-Wittgenstein                         |
| 1er janvier 1944  | 1er novembre 1944 | Major     | Paul Semrau (en)                                            |
| 1er novembre 1944 | 14 avril 1945     | Hauptmann | Heinz-Horst Hissbach (en)                                   |
| 15 avril 1945     | 8 mai 1945        | Hauptmann | Franz Brinkhaus                                             |

### III. Gruppe
Formé en mars 1942 à Gilze-Rijen avec des nouveaux équipages avec :
- Stab III en mars 1942
- 7./NJG 2
- 8./NJG 2 en mai 1942
- 9./NJG 2 en juin 1942

En juillet 1942, la 7./NJG 2 fait mouvement vers Grove (Karup).
Le 1er octobre 1942, le III./NJG 2 est renommé II./NJG 2 avec :
- Stab III./NJG 2 devient Stab II./NJG 2
- 7./NJG 2 devient 4./NJG 2
- 8./NJG 2 devient 10./NJG 1
- 9./NJG 2 devient 11./NJG 3

Il est reformé le 15 août 1943 à Stuttgart/Nellingen à partir du V./NJG 6 avec :
- Stab III./NJG 2 à partir du Stab V./NJG 6
- 7./NJG 2 à partir de la 13./NJG 6
- 8./NJG 2 à partir de la 14./NJG 6
- 9./NJG 2 à partir de la 15./NJG 6

En septembre 1944, le 9./NJG 2 est absorbée par le Luftbeobachtungsstaffel 3. Le 30 octobre 1940, le III./NJG 2 est renommé IV./NJG 3 avec :
- Stab III./NJG 2 devient Stab IV./NJG 3
- 7./NJG 2 devient 10./NJG 3
- 8./NJG 2 devient 11./NJG 3
- 9./NJG 2 devient 12./NJG 3

Tandis qu'un nouveau III./NJG 2 est formé à partir de l'ancien IV./NJG 3 avec :
- Stab III./NJG 2 à partir du Stab IV./NJG 3
- 7./NJG 2 à partir de la 10./NJG 3
- 8./NJG 2 à partir de la 11./NJG 3
- 9./NJG 2 à partir de la 12./NJG 3

Gruppenkommandeur :
| Début            | Fin              | Grade     | Nom                 |
| ---------------- | ---------------- | --------- | ------------------- |
| 3 avril 1942     | 1er août 1942    | Hauptmann | Herbert Bönsch      |
| Août 1943        | 1er janvier 1944 | Major     | Paul Semrau (en)    |
| 1er janvier 1944 | Novembre 1944    | Major     | Berthold Ney        |
| Novembre 1944    | 10 avril 1945    | Hauptmann | Heinz Ferger        |
| 11 avril 1945    | 8 mai 1945       | Hauptmann | Hans-Hermann Merker |

### IV Gruppe
Formé le 30 octobre 1944 à Münster-Handorf à partir du I./NJG 7 avec :
- Stab IV./NJG 2 à partir du Stab I./NJG 7
- 10./NJG 2 à partir de la 1./NJG 7
- 11./NJG 2 à partir de la 2./NJG 7
- 12./NJG 2 à partir de la 3./NJG 7

Le 23 février 1945, le IV./NJG 2 est renommé Nachtschlachtgruppe 30 (NSGr.30) avec :
- Stab IV./NJG 2 devient Stab/NSGr.30
- 10./NJG 2 devient 1./NSGr.30
- 11./NJG 2 devient 2./NSGr.30
- 12./NJG 2 devient 3./NSGr.30

Gruppenkommandeur :
| Début        | Fin          | Grade     | Nom     |
| ------------ | ------------ | --------- | ------- |
| Octobre 1944 | Février 1945 | Hauptmann | Bengsch |

### V Gruppe
Formé le 1er décembre 1944 à partir du III./KG 2 avec :
- Stab V./NJG 2 à partir du Stab III./KG 2
- 13./NJG 2 à partir de la 7./KG 2
- 14./NJG 2 à partir de la 8./KG 2
- 15./NJG 2 à partir de la 9./KG 2

Le V./NJG 2 est dissous le 29 avril 1945.
Gruppenkommandeur (Commandant de groupe) :
| Début             | Fin           | Grade | Nom               |
| ----------------- | ------------- | ----- | ----------------- |
| 1er décembre 1944 | 29 avril 1945 | Major | Albert Schreiweis |

### Ergänzungsstaffel
Formée en octobre 1940 à Gilze-Rijen (officiellement à partir d'août 1941).
L'Ergänzungsstaffel/NJG 2 est dissoute le 14 octobre 1943.
Staffelkapitän :
| Début          | Fin             | Grade     | Nom             |
| -------------- | --------------- | --------- | --------------- |
| ?              | ?               | ?         | ?               |
| 6 juillet 1942 | 14 octobre 1943 | Hauptmann | Albrecht Wolter |

### Schulstaffel
Formée le 7 octobre 1944 à Parchim à partir de la 5./NJG 2.
En décembre 1944, la Schulstaffel est renommée 16./NJG 2 ; le 1er janvier 1945, il devient la Stabsstaffel/NJG 2.

## As de la NJG 2
- Heinz Rökker : 64 victoires sur 64[2]
- Heinrich Prinz zu Sayn-Wittgenstein : 41 sur 83[3]
- Paul Semrau : 41 sur 46[4]
- Wilhelm Beier : 32 sur 38[5]
- Heinz-Horst Hißbach : 30 sur 34[6]
- Erich Jung : 30 sur 30[7]
- Ludwig Becker : 29 sur 44[8]
- Helmut Lent : 27 sur 113[9]
- Gerhard Raht : 26 sur 58[10]
- Egmont zur Lippe-Weissenfeld : 26 sur 51[11]
- Heinz Strüning : 24 sur 57[12]
- Horst Patuschka : 23 sur 23[13]
- Alfons Köster : 21 sur 26[14]